# 阿部合成
阿部 合成（あべ ごうせい / まさなり、1910年（明治43年）9月14日 - 1972年（昭和47年）6月18日）は、昭和に活躍した洋画家。

## 略歴
青森県南津軽郡浪岡村（現在の青森市浪岡）に、父阿部政太郎、母由みの5男6女の末っ子として生まれる。阿部家は北畠顕家の末裔と言われ、代々浪岡八幡宮の宮司をしていた。合成の名は、同年の韓国併合に因んでいるが、後年合成はこの名を嫌ったという。父は当時衆議院議員だったが、1917年（大正6年）青森市長に就任したことで、一家は青森に移転。4月青森市橋本尋常小学校に入学。1922年（大正11年）1月に母を亡くし、墓前で一人泣きじゃくったという。翌年、青森県立青森中学校（現在の青森県立青森高等学校）に入学。1つ年上だが同級の太宰治と親しくなり、1925年（大正14年）夏、太宰や級友らと同人誌「星座」を発刊する（1号のみ）。合成は作文を得意としていたが、太宰の文才に衝撃を受け文学を断念、美術の道に進む。
1928年（昭和3年）同校卒業、一年浪人し、京都市立絵画専門学校（現在の京都市立芸術大学）日本画科に入学。1933年（昭和8年）小田原チヨ（後の阿部なを）と結婚。翌年、同校卒業後、野辺地小学校ついで野辺地中学の嘱託教員となる。同年油画に転じ、従弟で同い年の常田健と美術グループ「グレル家」を創立。同じ年に父が亡くなり、家督を相続する。1938年（昭和13年）9月100号の大作《見送る人々》を二科会に出品し、初入選で特選となる。同年の新制作展でも《鱈を担ぐ人々》《百姓の昼寝》が入選するも、後者は「ピカソの模倣」だと批判が起こり展示途中で撤去される。《見送る人々》は翌年の中南米巡回の日独伊三国美術展に、向井潤吉《突撃》と共に送られるが、アルゼンチン駐在日本公使内山岩太郎が両作を反戦絵画として複製取締を外務省へ要請。この件はマスコミにも大きく取り上げたため、以後反戦画家として官憲に目をつけられる。こうした出来事は合成を深く傷つけ、以後あらゆる公募展と絶縁する。
1943年（昭和18年）召集令状を受け、中国東北部へ送られる。反戦画家のレッテルはここでもついて回り、進級辞令を受けるたびに軍刀を抜いて暴れては営倉に入れられ、結局終戦まで二等兵で過ごした。1945年（昭和20年）興安嶺近くでソ連対日参戦を迎え、南に部隊を移動し平壌に至るが、ここでソビエト軍に捕まりシベリアのラーゲリに2年間抑留される。1947年（昭和22年）1月帰国。東京三鷹の太宰治を訪ねるが、これが最後の会見となった。その後青森に帰郷し、同年4月衆議院議員選挙に立候補した中学時代の同窓・米内山義一郎の選挙参謀を務めたが、米内山は次点で落選した。1949年（昭和24年）明の星高校の教員となり、翌年同校礼拝堂に《聖母マリア》を描く。1959年(昭和34年）11月単身アメリカからメキシコに渡り、翌年7月から8月にメキシコ国立近代美術館別館での個展で成功を収める。1964年（昭和39年）にもメキシコ国立近代美術館で個展を開いている。同年「太宰治碑」の制作を依頼され、翌年太宰の故郷金木町（現在の五所川原市）芦野公園登仙岬に「太宰治文学碑」が建立された。この碑は短期間での制作ながらも、亡き友への友情と共感にあふれ、鎮魂の想いがこもった合成の代表作である。1972年（昭和47年）人間ドック入りしがんが発見され手術を受けるが、6月18日死去。享年62。

## 作品
| タイトル              | 制作年   | 技法・素材       | サイズ（cm）                    | 所蔵先               | 備考               |
| --------------------- | -------- | ---------------- | ------------------------------- | -------------------- | ------------------ |
| 自画像                | 1936年   | 油彩             | 65.0x45.2                       | 神奈川県立近代美術館 |                    |
| 鱈を担ぐ人々          | 1937年   | 油彩・板         | 左：158.2x169.6 右：158.4x169.7 | 神奈川県立近代美術館 | 第26回二科展       |
| 見送る人々            | 1937年   | 油彩・板         | 136.5x164.8                     | 兵庫県立美術館       | 第25回二科会       |
| 百姓の昼寝            | 1938年   | 油彩・キャンバス | 127.6x144.3                     | 東京国立近代美術館   |                    |
| 小さき埋葬            | 1939年頃 | 油彩・板         | 46x65                           | 栃木県立美術館       | 第26回二科展       |
| 田園                  | 1939年頃 | 油彩・板         | 60.9x72.6                       | 青森県立美術館       |                    |
| 秋鴉                  | 1939年頃 | 油彩             | 90.5x116.5                      | 青森市               |                    |
| 自画像                | 1960年   | 油彩・板         | 120.2x64.4                      | 青森県立美術館       |                    |
| 鴉と蓮                | 1965年頃 | 襖絵10枚         | 166.5x78.5（各）                | 青森市中世の館       |                    |
| 声なき人々の群れ（A） | 1966年   | 油彩・合板       | 92.2x56.1                       | 青森県立美術館       |                    |
| 牛                    | 1968年頃 | 油彩             | 91.5x168.0                      | 青森市中世の館       |                    |
| 浪と酉                | 1972年   | 油彩             | 130.5x162.5                     | 青森市中世の館       | 最晩年の作（未完） |